# NFA-Cup 2013
Der NFA-Cup 2013 der namibischen Vereinsfußballmannschaften fand von Februar bis Juni 2013 statt. Der namibische Pokalwettbewerb wird von der Namibia Football Association organisiert und erstmals von Bidvest Namibia unter dem Namen Bidvest Namibia Cup gesponsert.
Es wurden Preisgelder in Höhe von N$ 500.000 für den Pokalsieger, N$ 300.000 für den Zweitplatzierten sowie jeweils N$ 100.000 für die beiden Verlierer der Halbfinals ausgeschüttet. Zudem wird ein Spieler als „Bester Spieler“ pro Spiel mit N$ 1000 belohnt; weitere N$ 1000 werden von Bidvest Namibia an eine Wohltätigkeitsorganisation nach Wunsch des Spielers bezahlt.

## Spielmodus
Die Endrunde des Cups wird im Turniermodus an einigen Wochenenden in zentralen Stadien ausgetragen. Es treten in der Endrunde 32 Mannschaften im K.-o.-System an.
Zuvor müssen sich die teilnehmenden Vereine der zweiten Liga (voraussichtlich in Windhoek und Otjiwarongo) und dritten Ligen (jeweils in den Regionen) in Ausscheidungsturnieren qualifizieren.

## Teilnehmende Mannschaften
Die zwölf Mannschaften der Namibia Premier League 2012/13 sowie die zwei Absteiger der Saison 2011/2012 sind automatisch für die Endrunde qualifiziert.
Hinzu kommen drei Mannschaften aus dem „Northern Stream“ und zwei aus dem „Southern Stream“ der Namibia First Division (2. Liga) sowie jeweils eine Mannschaft aus den 13 regionalen 3. Ligen (Second Division).
| Premier League die 12 Vereine der Saison 2012/13, die 2 Absteiger aus der Saison 2011/12 | First Division 3 bzw. 2 Mannschaften aus Nord und Süd | Second Division jeweils ein Verein je Region |
| African Stars Black Africa FC LHU Blue Waters FC Civics FC Eleven Arrows FC Mighty Gunners FNB Orlando Pirates FC Oshikandela Ramblers FC Rundu Chiefs Cymot SKW FC Wesbank Tigers FC Tura Magic Hotspurs (Absteiger 2011/12) United Stars (Absteiger 2011/12) | Try Again FC (Southern Stream) Swakopmund FC (Southern Stream) African Lions FC (Northern Stream) Golden Bigs (Northern Stream) Onambula United (Northern Stream) | Forever Thistles (Omusati) Black Morocco Chiefs (Hardap) River United (Omaheke) Ongete United (Khomas) Forever Thistles FC (Karas) Sailors FC (Erongo) Tropical Heat FC (Kavango) Pubs FC (Kunene) King Fischer FC (Caprivi) Mama Love FC (Oshikoto) Ongwediva City FC (Oshana) Chelsea FC (Otjozondjupa) Omafo United (Ohangwena) |

## Ergebnisse

### 1. Runde
In der 1. Runde fanden Qualifikationsspiele zur Ermittlung des jeweiligen Regionalmeisters statt. Diese Ausscheidungsspiele fanden am 26. und 27. Januar 2013 statt.

### 2. Runde
Die Erstrundenspiele fanden am 9. und 10. Februar 2013 statt.
|                      | Ergebnis        |                 | Ort                          |
| -------------------- | --------------- | --------------- | ---------------------------- |
| Tigers               | 2:1             | Onambula United | Oscar-Norich-Stadion, Tsumeb |
| Forever Thistles     | 0:4             | Swakopmund FC   | Sam-Nujoma-Stadion, Windhoek |
| Orlando Pirates      | 1:1 (7:6 i. E.) | Black Africa    | Sam-Nujoma-Stadion, Windhoek |
| Mama Love            | 0:0 (4:5 i. E.) | Omafo United    | Oscar-Norich-Stadion, Tsumeb |
| United Stars         | 0:0 (7:6 i. E.) | Civics          | Oscar-Norich-Stadion, Tsumeb |
| River United         | 0:13            | African Lions   | Sam-Nujoma-Stadion, Windhoek |
| Hotspurs             | 3:1             | Tura Magic      | Sam-Nujoma-Stadion, Windhoek |
| Ramblers             | 7:1             | Pubs            | Oscar-Norich-Stadion, Tsumeb |
| Ongete United        | 2:4             | Golden Bigs     | Sam-Nujoma-Stadion, Windhoek |
| Mighty Gunners       | 4:1             | Ongwediva City  | Oscar-Norich-Stadion, Tsumeb |
| Young Braves         | 5:0             | Sailors         | Oscar-Norich-Stadion, Tsumeb |
| Chelsea FC           | 0:2             | Rundu Chiefs    | Oscar-Norich-Stadion, Tsumeb |
| SK Windhoek          | 3:1             | Try Again       | Sam-Nujoma-Stadion, Windhoek |
| Eleven Arrows        | 2:1             | King Fischer    | Oscar-Norich-Stadion, Tsumeb |
| Black Morocco Chiefs | 2:4             | Blue Waters     | Sam-Nujoma-Stadion, Windhoek |
| African Stars        | 3:1             | Tropical Heat   | Oscar-Norich-Stadion, Tsumeb |

### 3. Runde
Die Spiele der 3. Runde fanden am 2. und 3. März 2013 statt.
|                 | Ergebnis        |                | Ort                          |
| --------------- | --------------- | -------------- | ---------------------------- |
| Blue Waters     | 2:2 (5:4 i. E.) | Ramblers       | Sam-Nujoma-Stadion, Windhoek |
| Young Braves    | 0:3             | Rundu Chiefs   | Mokati-Stadion, Otjiwarongo  |
| Hotspurs        | 2:1             | Tigers         | Sam-Nujoma-Stadion, Windhoek |
| Mama Love*      | 0:5             | African Stars  | Mokati-Stadion, Otjiwarongo  |
| Orlando Pirates | 0:0 (4:2 i. E.) | Eleven Arrows  | Sam-Nujoma-Stadion, Windhoek |
| Golden Bigs     | 1:2             | Mighty Gunners | Mokati-Stadion, Otjiwarongo  |
| United Stars    | 1:0             | SK Windhoek    | Mokati-Stadion, Otjiwarongo  |
| African Lions   | 2:1             | Swakopmund FC  | Mokati-Stadion, Otjiwarongo  |

*Mama Love ersetzt die disqualifizierten Omafu United.

### 1/4-Finale
Die Spiele des 1/4-Finale fanden am 27. April 2013 in Windhoek und Rundu statt.
|                | Ergebnis |                 | Ort                          |
| -------------- | -------- | --------------- | ---------------------------- |
| African Lions  | 0:1      | United Stars    | Rundu-Stadion, Rundu         |
| Rundu Chiefs   | 0:2      | Orlando Pirates | Rundu-Stadion, Rundu         |
| Mighty Gunners | 1:0      | Blue Waters     | Sam-Nujoma-Stadion, Windhoek |
| African Stars  | 1:0      | Hotspurs        | Sam-Nujoma-Stadion, Windhoek |

### Halbfinale
Die Spiele des Halbfinale fanden am 11. Mai 2013 in Windhoek statt.
|                | Ergebnis        |                 | Ort                          |
| -------------- | --------------- | --------------- | ---------------------------- |
| Mighty Gunners | 2:2 (5:3 i. E.) | United Stars    | Sam-Nujoma-Stadion, Windhoek |
| African Stars  | 2:0             | Orlando Pirates | Sam-Nujoma-Stadion, Windhoek |

### Finale
Das Finale fand am 1. Juni 2013 in Windhoek statt.
|                | Ergebnis |               | Ort                          |
| -------------- | -------- | ------------- | ---------------------------- |
| Mighty Gunners | 0:2      | African Stars | Sam-Nujoma-Stadion, Windhoek |